# Уршак (річка)
Урша́к (рос. Урша́к; башк. Өршәк) — річка в Передураллі, ліва притока р. Білої.
Довжина річки 193 км, площа басейну 4 230 км². Рельєф басейну слабо горбистий.
Починається в Стерлібашевському районі, тече Міякинським, Стерлітамацьким, Аургазінським, Давлекановським, Чишмінським, Уфімським районами Республіки Башкортостан.
Живлення річки переважне снігове. Середня витрата води в гирлі 13,5 м³/сек.
Замерзає в листопаді, розкривається в кінці квітня — початку травня.